# Kondor Lajos (szerzetes)
Kondor Lajos SVD (Csikvánd, 1928. június 22. – Fátima, 2009. október 28.) Fatimában tevékenykedő, magyar születésű verbita szerzetes, a fatimai üzenet fáradhatatlan terjesztője, a helyi magyar kálvária létrehozója.

## Életpályája
Tanulmányait Győrben majd Kőszegen végezte. 1953-ban Bonnban szentelték pappá. 1954-től 55 éven át Fatimában élt. Ő vezette az 1917-ben történt jelenések szemtanúinak, a gyermekkorukban meghalt Ferenc és Jácinta boldoggá avatásának előkészítését. A boldoggá avatás végül nem Rómában, hanem Fatimában, II. János Pál pápa által, 2000. május 13-án történt.
Kondor atya életcélja a fatimai üzenet terjesztése volt. Az általa fenntartott „Pásztorgyermekek Irodája” (Secretariado dos Pastorinhos) számtalan kiadványt jelentetett meg a fatimai jelenésekről. A harmadik látnok, Lúcia nővér (1907–2005) emlékezéseit, elmélkedéseit tartalmazó könyv (Fatimáról beszél Lúcia nővér) több, mint tizenöt nyelven, közel hatmillió példányban jelent meg.
Kondor atyának nagy szerepe volt a fatimai Magyar keresztút és a Magyar kápolna felépítésében, amely az 1956-os magyar emigránsok adományaiból épült fel.
Lajos atya álma volt, hogy a Fatimai Szűzanya kegyszobra minél több helyre eljuthasson, bejárja Európát. Így volt 1994-ben a Fatimai Mária vándorszobor Magyarországon, 1995-ben pedig Kondor atya, a Leiria-fatimai püspök és Ratzinger bíboros (későbbi XVI. Benedek pápa) kíséretével Moszkvában is.
Kondor atya 2009-ben Fatimában hunyt el, a helyi temetőben helyezték örök nyugalomra. Emlékét Portugáliában emléktábla és szobor is őrzi.

## Kitüntetései
- Portugál Köztársasági Lovagrend parancsnoki rangja
- Magyar Köztársasági Érdemrend Tiszti Keresztje
- Győri Egyházmegyéért kitüntető emlékérem

## Művei
- Századunk reménycsillaga Fatima; Postulaçâo, Fatima, 1971
- Fatima nagy napja. II. János Pál pápa látogatása; Vice-Postulaçāo, Fatima, 1982
- Századunk reménycsillaga Fatima; 2. bőv. kiad.; Postulaçâo, Fatima, 1989
- A magyar keresztúton Fatimában; összeáll. Jeremias Carlos, Kondor Lajos; Calvário Húngaro, Fátima, 1992
- A fatimai pásztorgyermekek Ferenc és Jácinta lelkisége; összeáll. Kondor Lajos, Ruttmayer Ince; Secretariado dos Pastorinhos, Fátima, 1999
- Századunk reménycsillaga Fatima; előszó Böjte Csaba; jav. kiad.; Etalon, Bp., 2017